# Classic (The Knocks)
Classic è un singolo del gruppo musicale statunitense The Knocks, pubblicato il 17 settembre 2014.
Il singolo ha visto la partecipazione alla parte vocale di Crista Ru del duo POWERS.

## Video musicale
Il video musicale, pubblicato il 17 settembre 2014, mostra una piscina con scene di ragazze che svolgono varie attività.